# موسویه (جهرم)
موسویه، روستایی از توابع بخش کردیان شهرستان جهرم در استان فارس ایران است. این روستا با ۲٬۲۱۷ نفر جمعیت (۱۳۹۵)، پرجمعیت‌ترین روستای شهرستان جهرم به شمار می‌رود.

## جمعیت
براساس سرشماری مرکز آمار ایران در سال ۱۳۹۵، جمعیت آن 2500 نفر (۷۸۳ خانوار) بوده‌است.